# Nemeritis sibinator
Nemeritis sibinator là một loài tò vò trong họ Ichneumonidae.